# Окривљавање жртве
Окривљавање жртве се дешава када се жртва кривичног дела или било које противправне радње сматра потпуно или делимично кривом за штету која ју је задесила. Постоје историјске и актуелне предрасуде према жртвама насиља у породици и сексуалних злочина, као што је већа тенденција да се окриве жртве силовања него жртве пљачке ако су се жртве и починиоци познавали пре извршења кривичног дела.

## Историја
Иако је Рајан популаризовао ову фразу, други научници су идентификовали феномен окривљавања жртава. Теодор В. Адорно је, 1947. године, дефинисао оно што ће се касније назвати 'окривљавањем жртве' као 'једну од најзлокобнијих карактеристика фашистичког карактера'.

## Секундарна виктимизација жртава сексуалног и другог насиља
Секундарна виктимизација је ретрауматизација жртве кроз одговоре појединаца и институција. Типови секундарне виктимизације укључују окривљавање жртве, неверовање у причу жртве, минимизирање озбиљности напада и неодговарајући третман након напада од стране медицинског особља или других организација. Секундарна виктимизација је посебно честа у случајевима познанствa, војничких сексуалних траума, као и силовања малолетнице.